# Анжелика Николина Кучинар
Анжелика Николина Кучинар (Невесиње, 3. јул 1979 — Невесиње, 6. септембар 2021) била је српска пјесникиња из Невесиња, Република Српска.

## Биографија
Рођена је 3. јула 1979. године у Невесињу. Са својом породицом, супругом и сином живјела је у Невесињу. Поезијом се бавила од своје дванаесте године. Била је истакнути члан Српског просвјетног и културног друштва "Просвјета" и учесник бројних културних догађаја у Херцеговини. Објавила је три збирке поезије: "Неба ми дајте", "Дах вјечности" и "Мирис чежње". Неке од пјесама су јој преведене на бугарски и руски језик. Уврштена је у неколико антологија.
Преминула је 6. септембра 2021. године у Невесињу.